# 京セラソーラーコーポレーション
株式会社京セラソーラーコーポレーション（きょうセラソーラーコーポレーション）は、京セラ株式会社のソーラーエネルギー事業部の一部が分離独立しできた100%出資子会社であったが、2020年4月1日に京セラコミュニケーションシステムに吸収合併されている。

## 概要
京セラ株式会社の家庭用ソーラー発電（太陽光発電）システムの販売・施工・アフターサービスのを行っていた。
2016年1月1日に会社分割を行い、販売・アフターサービス事業は京セラ株式会社本体に統合。現在は施工工事事業のみを行っている。

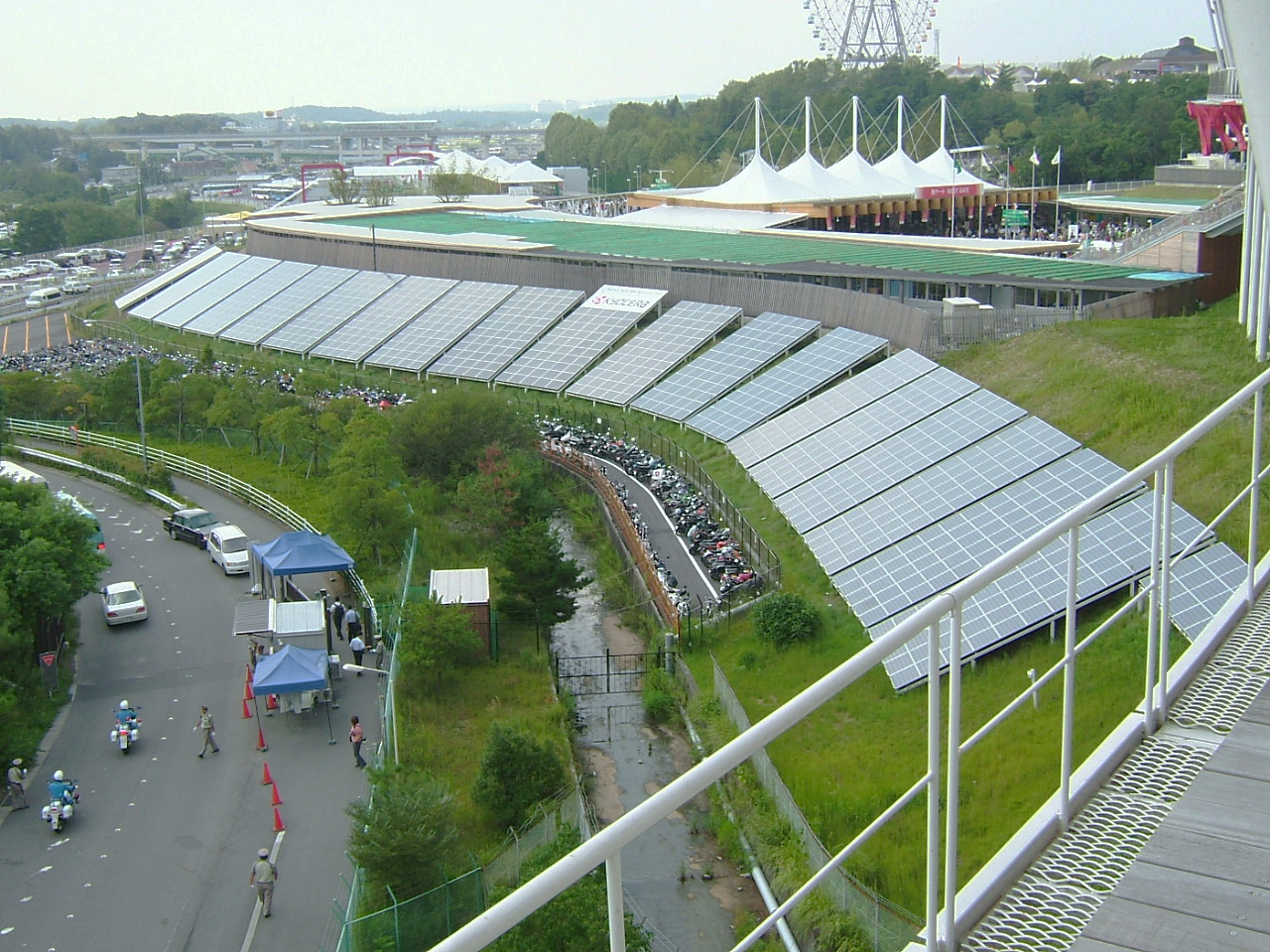
京セラのソーラー（愛・地球博長久手会場にて）